# Métabolisme anaérobie lactique
 (mars 2013).
Si vous disposez d'ouvrages ou d'articles de référence ou si vous connaissez des sites web de qualité traitant du thème abordé ici, merci de compléter l'article en donnant les références utiles à sa vérifiabilité et en les liant à la section « Notes et références ».
Le métabolisme anaérobie lactique est un processus de l'organisme qui se produit afin de fournir aux muscles de l'adénosine triphosphate (ATP) nécessaire à l'effort lorsque celle contenue dans le muscle devient insuffisante. Il est principalement mis en œuvre dans des efforts de type résistance.
Le mécanisme Anaérobie alactique utilise la phospho-créatine. Cette phospho-créatine sera dégradée en un groupement phosphate et en créatine, formant ainsi de l'ATP. Malheureusement ce mécanisme de transformation ne se réalise que durant 5 à 10 secondes. Il sera alors utilisé pour des efforts très brefs comme un sprint par exemple. L'ATP sera en revanche produite par un autre mécanisme, par voie anaérobie : la glycolyse qui est le catabolisme du glucose contenu dans les muscles (sous forme de glycogène) et du glycogène hépatique (au niveau du foie). De façon schématique, cette glycolyse consiste à dégrader une molécule de glucose, extraite du glycogène, en deux d'acide pyruvique. Deux molécules d'ATP seront produites après glycolyse du glucose provenant du foie et 3 seront produites avec le glucose provenant des muscles. En l'absence d'oxygène, nous entrons dans la voie anaérobie lactique : cet acide pyruvique peut se transformer en lactate. Ce dernier n'est plus considéré comme un déchet mais comme un substrat énergétique. En effet, il participe à la production d'énergie en permettant de resynthétiser le NAD+, et ainsi poursuivre de la glycolyse.

## Anaérobie lactique et sport
D'une manière générale, tous les efforts exécutés au maximum des possibilités physiques pendant un temps variant de 30 secondes à 3 minutes font appel de façon majoritaire à ce métabolisme énergétique. Pour des efforts de plus de 1minute30, c'est le métabolisme aérobie qui prend le dessus pour produire de l'énergie.
En athlétisme, les disciplines touchées par la production d'acide lactique sont toutes les disciplines dont la vitesse de course est supérieure à la vitesse maximale aérobie. Il s'agit principalement des courses suivantes : le 200 m, le 400 m, le 800 m et le 1 500 m. Les courses de fond sont en général moins concernées, étant des disciplines à dominante aérobie. Cela dit, du lactate est produit et peut-être crucial dans la performance. On retrouve des valeurs bien supérieures à celles de repos sur du 10km par exemple. (environ 8mmol/l sang, les valeurs de repos sont d'environ 1mmol/l de sang)
Le rendement de la filière anaérobie lactique est calculé avec la puissance anaérobie lactique, correspondant à la capacité à produire un maximum de lactates en un temps très court. Elle dépend en grande partie de l'activité enzymatique qui intervient dans l'utilisation du glycogène musculaire comme source d'énergie nécessaire à la contraction musculaire.
Cette puissance anaérobie lactique peut être améliorée par des distances de 200  à   400 m courues à intensité maximale, entrecoupées de récupérations très longues (6 à 8 minutes) pour permettre d'accumuler un maximum d'acide lactique dans les muscles afin d'habituer l'athlète à en produire moins lors des efforts maximaux de demi-fond.